# Sandsjön och Sågbacken
Sandsjön och Sågbacken är en bebyggelse vid östra stranden av Lysjön i Sexdrega socken i Svenljunga kommun, Västra Götalands län. SCB avgränsade 2010 den södra delen av bebyggelsen till en småort namnsatt till Sandsjön. Vid avgränsningen 2015 hade småortens bebyggelse utökats norrut och vid avgränsningen 2020 avgränsades den till en tätort namnsatt till Sandsjön och Sågbacken. En mindre del av tätorten ligger i Borås kommun. 

## Befolkningsutveckling
| Befolkningsutvecklingen i Sandsjön/Sandsjön och Sågbacken 2010–2020 | Befolkningsutvecklingen i Sandsjön/Sandsjön och Sågbacken 2010–2020 | Befolkningsutvecklingen i Sandsjön/Sandsjön och Sågbacken 2010–2020 | Befolkningsutvecklingen i Sandsjön/Sandsjön och Sågbacken 2010–2020 | Befolkningsutvecklingen i Sandsjön/Sandsjön och Sågbacken 2010–2020 |
| ------------------------------------------------------------------- | ------------------------------------------------------------------- | ------------------------------------------------------------------- | ------------------------------------------------------------------- | ------------------------------------------------------------------- |
|                                                                     |                                                                     |                                                                     |                                                                     |                                                                     |
| År                                                                  |                                                                     |                                                                     | Folkmängd                                                           | Areal (ha)                                                          |
| 2010                                                                | 2010                                                                |                                                                     | 64                                                                  | 7#                                                                  |
| 2015                                                                | 2015                                                                |                                                                     | 145                                                                 | 44#                                                                 |
| 2020                                                                | 2020                                                                |                                                                     | 235                                                                 | 56                                                                  |
| Anm.: # Som småort.                                                 |                                                                     |                                                                     |                                                                     |                                                                     |